# Sherwood Country Club
De Sherwood Country Club is een countryclub in de Verenigde Staten. De club werd opgericht in 1989 en bevindt zich in Thousand Oaks, Californië. De club beschikt over een 18-holes golfbaan met een par van 72 en werd ontworpen door de golfbaanarchitect Jack Nicklaus.
Naast een 18 holesbaan, beschikt de club ook over een zwembad, veertien tennisbanen en andere faciliteiten.

## Golftoernooien
Voor het golftoernooi voor de heren is de lengte van de baan 6424 m met een par van 72. De course rating is 75,7 en de slope rating is 146.
- World Challenge: 2000-2013

## Trivia
- In 2007, op de Target World Challenge, zette Tiger Woods met 62 slagen in een speelronde een baanrecord neer.